# Entités spatiales historico-culturelles de Serbie
Les entités spatiales historico-culturelles (en serbe cyrillique : Просторно културно-историјске целине ; en serbe latin : Prostorno kulturno-istorijske celine ; en abrégé : PKIC) constituent l'une des quatre catégories de classement des monuments historiques de la Serbie. L'inventaire, élaboré et publié par l'Institut pour la protection du patrimoine de la république de Serbie, recense 72 ensembles protégés.
Un classement des entités est effectué en fonction de leur importance ; 11 d'entre elles sont considérées comme des biens exceptionnels et 28 comme des biens de grande importance ; les autres sont protégées ou inscrites à l'inventaire.

## Listes

### Entités d'importance exceptionnelle
| Site                                       | Province           | Municipalité     | Lieu             | Notes | Époque                             | N° inv. | Coordonnées                  | Photo |
| ------------------------------------------ | ------------------ | ---------------- | ---------------- | --- | ---------------------------------- | ------- | ---------------------------- | ----- |
| Celliers de Rajac                          | Serbie centrale    | Negotin          | Rajac            | Inscrits sur la liste indicative du patrimoine mondial                                                                | XVIIIe siècle - Années 1930        | ПКИЦ 14 | 44° 05′ 51″ N, 22° 33′ 16″ E |       |
| Celliers de Rogljevo                       | Serbie centrale    | Negotin          | Rogljevo         | Inscrits sur la liste indicative du patrimoine mondial                                                                | XVIIIe siècle - Années 1930        | ПКИЦ 14 | 44° 07′ 35″ N, 22° 33′ 49″ E |       |
| Celliers de Štubik                         | Serbie centrale    | Negotin          | Štubik           | Inscrits sur la liste indicative du patrimoine mondial                                                                | 1850-1870                          | ПКИЦ 10 | 44° 17′ 25″ N, 22° 22′ 02″ E |       |
| Sopoćani, Stari Ras                        | Serbie centrale    | Novi Pazar       |                  | Inscrit au patrimoine mondial                                                                                         |                                    | ПКИЦ 24 | 43° 07′ 08″ N, 20° 25′ 22″ E |       |
| Vieille čaršija de Novi Pazar (sr)         | Serbie centrale    | Novi Pazar       |                  | |                                    | ПКИЦ 22 | 43° 08′ 19″ N, 20° 31′ 03″ E |       |
| Topčider                                   | Serbie centrale    | Savski venac     |                  | | XIXe – XXe siècles                 | ПКИЦ 16 | 44° 46′ 32″ N, 20° 26′ 14″ E |       |
| Knez Mihailova                             | Serbie centrale    | Stari grad       |                  | De Kalemegdan à Obilićev venac                                                                                        | XIXe siècle                        | ПКИЦ 1  | 44° 49′ 08″ N, 20° 27′ 18″ E |       |
| Quartier du lycée de Dositej               | Serbie centrale    | Stari grad       |                  | Kralja Petra, Gospodar Jovanova, Kapetan Mišina, Simina, Braće Jugovića, Zmaj Jovina, Studentski trg, Zmaja od Noćaja | Tournant des XVIIIe et XXe siècles | ПКИЦ 18 | 44° 49′ 02″ N, 20° 27′ 32″ E |       |
| Centre ancien de Tešnjar                   | Serbie centrale    | Valjevo          | Valjevo          | | XIXe siècle                        | ПКИЦ 7  | 44° 16′ 05″ N, 19° 52′ 53″ E |       |
| Gazimestan                                 | Kosovo-et-Métochie | Obilić           | Gazimestan       | |                                    | ПКИЦ 59 | 42° 41′ 27″ N, 21° 07′ 25″ E |       |
| Forteresse de Bač                          | Voïvodine          | Bač              |                  | Inscrite sur la liste indicative du patrimoine mondial                                                                | Première moitié du XIVe siècle     | ПКИЦ 52 | 45° 23′ 35″ N, 19° 13′ 18″ E |       |
| Centre historique de Sremski Karlovci (sr) | Voïvodine          | Sremski Karlovci | Sremski Karlovci | | XVIIIe – XXe siècles               | ПКИЦ 47 | 45° 12′ 10″ N, 19° 56′ 01″ E |       |

### Entités de grande importance
| ID      | Monument                                                                              | Adresse Coordonnées | Municipalité Localités         | Datation                          | Photo |
| ------- | ------------------------------------------------------------------------------------- | --- | ------------------------------ | --------------------------------- | ----- |
| PKIC 2  | Čaršija de Grocka                                                                     | Bulevar Oslobođenja 44° 40′ 13″ N, 20° 43′ 02″ E | Ville de Belgrade (Grocka)     | XIXe siècle                       |       |
| PKIC 3  | Centre historique de Zemun                                                            | Secteur délimité par le Danube, les rues Stevana Markovića, Nikole Ostrovskog, 22. oktobra, Vrtlarske, Ugrinovačka, Ćukovački put, Cara Dušana, par l'ouest du cimetière de Zemun, par les rues Sibinjanin Janka et Despota Đurđa, jusqu'au Danube 44° 50′ 27″ N, 20° 24′ 33″ E | Ville de Belgrade (Zemun)      | XVIIIe et XIXe siècles            |       |
| PKIC 6  | Kosančićev venac                                                                      | Du pont de la Save jusqu'aux rues Karađorđeva et Pariska, rues Pariska, Gračanička, Ivan-Begova, Pop Lukina jusqu'au pont de la Save 44° 49′ 00″ N, 20° 27′ 04″ E | Ville de Belgrade (Stari grad) | Première moitié du XVIIIe siècle  |       |
| PKIC 8  | Grčki šor                                                                             | Vuka Karadžića 43° 35′ 05″ N, 21° 19′ 35″ E | Kruševac                       | XIXe siècle                       |       |
| PKIC 9  | Poljana Lukarevina                                                                    | | Aleksandrovac (Drenča)         | XIXe siècle                       |       |
| PKIC 12 | Centre historique de Negotin                                                          | | Negotin                        | XIXe siècle                       |       |
| PKIC 15 | Ensemble urbanistique à Kragujevac                                                    | Rues Maršala Tita, Lole Ribara, 27. marta, Crveno barjače | Kragujevac                     | XIXe – XXe siècles                |       |
| PKIC 19 | Ensemble de Godovik                                                                   | | Požega (Godovik)               | XVIIe – XXe siècles               |       |
| PKIC 20 | Partie du centre ville d'Ivanjica                                                     | | Ivanjica                       | XIXe et XXe siècles               |       |
| PKIC 21 | Čajkino brdo                                                                          | | Vrnjačka Banja                 | Années 1860 - Début du XXe siècle |       |
| PKIC 27 | Partie du village de Bistrica                                                         | | Petrovac na Mlavi (Bistrica)   | XIXe – XXe siècles                |       |
| PKIC 33 | Rue Baba Zlatina à Vranje                                                             | Baba Zlatina 42° 32′ 58″ N, 21° 54′ 05″ E | Vranje                         | Début du XIXe siècle              |       |
| PKIC 41 | Forteresse de Petrovaradin                                                            | Beogradska 45° 15′ 11″ N, 19° 51′ 48″ E | Novi Sad (Petrovaradin)        | 1728-1776                         |       |
| PKIC 42 | Ensemble de Jodna banja à Novi Sad                                                    | Jodna banja 45° 14′ 59″ N, 19° 49′ 43″ E | Novi Sad                       | Années 1910                       |       |
| PKIC 43 | Vieux cimetières à Novi Sad                                                           | | Novi Sad                       | XIXe – XXe siècles                |       |
| PKIC 44 | Château Marczibányi-Karátsonyi et parc à Sremska Kamenica                             | 45° 13′ 32″ N, 19° 50′ 34″ E | Novi Sad (Sremska Kamenica)    | 1797-1811 ; 1834-1836             |       |
| PKIC 45 | Ensemble de la synagogue, de l'école et du bâtiment de la communauté juive à Novi Sad | 45° 15′ 12″ N, 19° 50′ 26″ E | Novi Sad                       | 1907-1909                         |       |
| PKIC 46 | Cimetière commémoratif des combattants de la lutte de libération nationale à Novi Sad | | Novi Sad                       | 1984                              |       |
| PKIC 48 | Centre historique de Zrenjanin                                                        | | Zrenjanin                      | XIXe – XXe siècles                |       |
| PKIC 50 | Centre historique de Banatsko Novo Selo                                               | | Pančevo (Banatsko Novo Selo)   | XIXe – XXe siècles                |       |
| PKIC 51 | Centre historique de Bečej (Trg Pogača)                                               | Trg Pogača (Trg oslobođenja) 45° 36′ 55″ N, 20° 02′ 56″ E | Bečej                          | XIXe – XXe siècles                |       |
| PKIC 53 | Centre historique de Subotica                                                         | Trg slobode 46° 05′ 59″ N, 19° 39′ 57″ E | Subotica                       | XVIIIe – XXe siècles              |       |
| PKIC 54 | Écomusée de Kupinovo                                                                  | | Pećinci (Kupinovo)             |                                   |       |
| PKIC 55 | Žitni trg                                                                             | Trg Žitna pijaca (Bratstva i jedinstva) 44° 58′ 04″ N, 19° 36′ 12″ E | Sremska Mitrovica              | XVIIIe – XXe siècles              |       |
| PKIC 56 | Trg Svetog Stefana                                                                    | Trg Svetog Stefana (Narodnih heroja) 44° 58′ 03″ N, 19° 36′ 21″ E | Sremska Mitrovica              | XVIIIe – XXe siècles              |       |
| PKIC 57 | Centre d'Irig                                                                         | | Irig                           | XVIIIe – XXe siècles              |       |
| PKIC 58 | Centre historique de Pančevo                                                          | | Pančevo                        | XIXe – XXe siècles                |       |
| PKIC 60 | Centre historique de Sombor (Venac)                                                   | Avec les monuments culturels SK 1245, 1246, 1247, 1248, 1249, 1250, 1256, 1258 | Sombor                         | XVIIIe – XXe siècles              |       |

### Entités protégées
| ID      | Monument                                                                                 | Adresse Coordonnées | Municipalité Localités                | Datation                                              | Photo |
| ------- | ---------------------------------------------------------------------------------------- | --- | ------------------------------------- | ----------------------------------------------------- | ----- |
| PKIC 4  | Skadarlija                                                                               | Skadarska 44° 49′ 08″ N, 20° 27′ 58″ E                                                                                 | Ville de Belgrade (Stari grad)        |                                                       |       |
| PKIC 5  | Kopitareva gradina                                                                       | Rue Jelene Ćetković, place Kopitareva gradina, rues Đure Daničića et Šafarikova 44° 48′ 57″ N, 20° 28′ 07″ E           | Ville de Belgrade (Stari grad)        |                                                       |       |
| PKIC 11 | Ensemble du XIXe siècle à Lukovo                                                         | | Boljevac (Lukovo)                     |                                                       |       |
| PKIC 13 | Ensemble de la maison Mokranjac                                                          | Vere Radosavljević 44° 13′ 29″ N, 22° 31′ 53″ E                                                                        | Negotin                               |                                                       |       |
| PKIC 17 | Čaršija de Beljina                                                                       | | Ville de Belgrade (Barajevo)          |                                                       |       |
| PKIC 23 | Čaršija de Bajina Bašta                                                                  | | Bajina Bašta                          |                                                       |       |
| PKIC 25 | Čaršija de Kraljevo                                                                      | | Kraljevo                              |                                                       |       |
| PKIC 26 | Ensemble de Gornja Dobrinja                                                              | | Požega (Gornja Dobrinja)              |                                                       |       |
| PKIC 28 | Deux maisons anciennes et une fontaine à Gornja Bela Reka                                | | Zaječar (Gornja Bela Reka)            |                                                       |       |
| PKIC 29 | Ensemble de maisons à Losovo                                                             | | Zaječar (Lasovo)                      |                                                       |       |
| PKIC 30 | Complexe de l'industrie du tabac à Niš                                                   | 43° 20′ 08″ N, 21° 53′ 06″ E                                                                                           | Niš                                   |                                                       |       |
| PKIC 31 | Secteur de la rue Obrenovićeva à Niš                                                     | Obrenovićeva 43° 19′ 10″ N, 21° 53′ 42″ E                                                                              | Niš-Medijana                          | Fin du XIXe siècle - XXe siècle                       |       |
| PKIC 32 | Ensemble de Brestovačka Banja                                                            | | Bor (Brestovačka Banja)               |                                                       |       |
| PKIC 34 | Rue Maršala Tita à Kladovo                                                               | Maršala Tita | Kladovo                               |                                                       |       |
| PKIC 35 | Rue Kneza Miloša à Valjevo                                                               | Kneza Miloša 44° 16′ 19″ N, 19° 52′ 28″ E                                                                              | Valjevo                               |                                                       |       |
| PKIC 36 | Hameau de Bebića Luka                                                                    | | Valjevo (Vujinovača)                  |                                                       |       |
| PKIC 37 | Ensemble de Banja Koviljača                                                              | 44° 30′ 46″ N, 19° 09′ 23″ E                                                                                           | Loznica (Banja Koviljača)             |                                                       |       |
| PKIC 38 | Square au centre de Jagodina                                                             | | Jagodina                              |                                                       |       |
| PKIC 39 | Parc de Bukovička Banja                                                                  | 44° 18′ 25″ N, 20° 33′ 11″ E                                                                                           | Aranđelovac (Bukovička Banja)         |                                                       |       |
| PKIC 40 | Trg Jovana Cvijića à Loznica                                                             | Trg Jovana Cvijića 44° 31′ 52″ N, 19° 13′ 26″ E                                                                        | Loznica                               |                                                       |       |
| PKIC 49 | Centre historique de Sombor (Trg bratstva i jedinstva)                                   | Trg bratstva i jedinstva                                                                                               | Sombor                                |                                                       |       |
| PKIC 61 | Ensemble de maisons situées rue Kraljevića Marka à Novi Sad                              | Kraljevića Marka 24, 26,26a, 28 et 30 45° 15′ 39″ N, 19° 50′ 09″ E                                                     | Novi Sad                              |                                                       |       |
| PKIC 62 | Centre historique de Kikinda                                                             | 45° 49′ 50″ N, 20° 27′ 57″ E                                                                                           | Kikinda                               |                                                       |       |
| PKIC 63 | Ville de Palić                                                                           | 46° 05′ 53″ N, 19° 45′ 30″ E                                                                                           | Subotica (Palić)                      |                                                       |       |
| PKIC 64 | Centre d'Apatin                                                                          | | Apatin                                |                                                       |       |
| PKIC 65 | Topola de Karađorđe avec Oplenac                                                         | 44° 14′ 50″ N, 20° 41′ 01″ E                                                                                           | Topola                                |                                                       |       |
| PKIC 66 | Centre historique de Novi Sad                                                            | 45° 15′ 25″ N, 19° 50′ 52″ E                                                                                           | Novi Sad                              |                                                       |       |
| PKIC 67 | Rue Gospodar Jevremova à Šabac                                                           | Gospodar Jevremova 44° 45′ 28″ N, 19° 41′ 31″ E                                                                        | Šabac                                 |                                                       |       |
| PKIC 68 | Čaršija de Sokobanja (rue Svetog Save n° 12 à 24)                                        | Svetog Save 12 à 24 43° 38′ 40″ N, 21° 52′ 35″ E                                                                       | Sokobanja                             |                                                       |       |
| PKIC 69 | Čaršija de Sokobanja (rue Svetog Save de la rue de la JNA à la rue 7. jula)              | Section allant de l'angle de la rue de la JNA jusqu'à l'extrémité ouest de la rue 7. jula 43° 38′ 39″ N, 21° 52′ 30″ E | Sokobanja                             |                                                       |       |
| PKIC 70 | Čaršija de Sokobanja (rue Svetog Save n° 7 à 15)                                         | Svetog Save 7 à 15 43° 38′ 39″ N, 21° 52′ 32″ E                                                                        | Sokobanja                             |                                                       |       |
| PKIC 71 | Čaršija de Sokobanja (rue Svetog Save n° 44 à 48)                                        | Svetog Save 44 à 48 43° 38′ 42″ N, 21° 52′ 43″ E                                                                       | Sokobanja                             |                                                       |       |
| PKIC 72 | Boutiques dans le quartier de Tijabara à Pirot                                           | | Pirot                                 |                                                       |       |
| PKIC 73 | Colonie de Sokolana à Kragujevac                                                         | Dans la vieille cité ouvrière 44° 00′ 38″ N, 20° 53′ 43″ E                                                             | Kragujevac                            | 1924-1928                                             |       |
| PKIC 74 | Complexe de l'Institut militaro-technique de Kragujevac                                  | | Kragujevac                            | À partir de 1851                                      |       |
| PKIC 75 | Complexe de l'école d'agriculture Đorđe Radić à Kraljevo                                 | | Kraljevo                              | 1924-1927                                             |       |
| PKIC 76 | Trg Borisa Kidriča, parc, rue Maršala Tita et Trg Mladena Miloradovića à Veliko Gradište | Žitni trg, Cara Lazara et Trg Mladena Miloradovića                                                                     | Veliko Gradište                       | Du milieu du XIXe siècle à nos jourss                 |       |
| PKIC 77 | Centre historique de Belgrade                                                            | | Belgrade                              |                                                       |       |
| PKIC 78 | Village de Milakovići sur l'Ozren près de Prijepolje                                     | | Prijepolje (Milakovići)               |                                                       |       |
| PKIC 79 | Centre ancien de Vranjevo                                                                | | Novi Bečej (quartier de Vranjevo)     |                                                       |       |
| PKIC 80 | Village de Gostuša près de Pirot                                                         | | Pirot (Gostuša)                       | Fin du XIXe siècle-début du XXe siècle                |       |
| PKIC 81 | Quartier de Cerak Vinogradi (Cerak I et Cerak II) à Belgrade                             | | Belgrade (municipalité de Čukarica)   | 1978-1985                                             |       |
| PKIC 82 | Almaški kraj à Novi Sad                                                                  | | Novi Sad                              | À partir de 1716                                      |       |
| PKIC 83 | Centre ancien de Bela Crkva                                                              | | Bela Crkva                            | À partir de 1717                                      |       |
| PKIC 84 | Écomusée Staro selo à Sirogojno                                                          | 43° 41′ 10″ N, 19° 52′ 47″ E                                                                                           | Čajetina (Sirogojno)                  | XIXe et XXe siècles                                   |       |
| PKIC 85 | Ensemble commémoratif de Bela Voda (cimetière, fontaine, église et maison Milunović)     | | Kruševac (Bela Voda)                  | De la seconde moitié du XVIIIe siècle aux années 1950 |       |
| PKIC 86 | Rue Braće Radić a Subotica                                                               | | Subotica                              | Du XVIIIe siècle à nos jours                          |       |
| PKIC 87 | Terazije                                                                                 | | Belgrade (municipalité de Stari grad) | XIXe et XXe siècles                                   |       |
| PKIC 88 | Quartier de Profesorska kolonija à Belgrade                                              | | Belgrade (municipalité de Palilula)   | À partir des années 1920                              |       |